# Звездана прашина (филм из 1976)
„Звездана прашина” је југословенски ТВ и српски филм из 1976. године. Режирао га је Јован Коњовић а сценарио је написао Душан Ковачевић.  Филм је по жанру комедија, а премијерно је приказан 15. марта 1976. године на Радио телевизији Београд.

## Кратак садржај
Ова комедија прати Марка и Јелену, који се разводе од својих супружника да би могли да се венчају. Након венчања увиде да су направили велику грешку и почињу да се виђају кришом, са својим бившим брачним партнерима. У нади да ће исправити грешке, Марко и Јелена се ипак разводе, али тај њихов поступак није право решење.

## Улоге
| Глумац                | Улога                      |
| --------------------- | -------------------------- |
| Зоран Радмиловић      | Марко                      |
| Мира Бањац            | Каћа                       |
| Бора Тодоровић        | Иван                       |
| Станислава Пешић      | Јелена                     |
| Данило Бата Стојковић | Кум (као Данило Стојковић) |
| Рахела Ферари         | Тетка                      |
| Никола Цар            | Конобар у Дубровнику       |
| Горјана Јањић         | Друга Јелена               |
| Петар Перишић         | Конобар у Београду         |